# André Marie Constant Duméril
André Marie Constant Duméril (Amiens, 1 januari 1774 – Parijs, 14 augustus 1860) was een Frans zoöloog. Hij was aanvankelijk professor anatomie maar specialiseerde zich later in de herpetologie (reptielen en amfibieën) en ichtyologie (vissen). 
Duméril heeft veel diersoorten beschreven en een wetenschappelijke naam gegeven, zoals reptielen en vogels. 
Zijn zoon Auguste Duméril werd net als hij arts en zoöloog.
- Bibliothèque nationale de France: cb12566453p (data)
- Gemeinsame Normdatei: 172676401
- International Standard Name Identifier: 0000 0000 8344 5558
- Library of Congress Control Number: n86863676
- Nationale Bibliotheek van Tsjechië: uk2007353640
- Nationale bibliotheek van Australië: 36001657
- Nationale Bibliotheek van Israël: 987007260774905171
- Nederlandse Thesaurus van Auteursnamen: 070400350
- Réseau des bibliothèques de Suisse occidentale: 02-A003197474
- Istituto Centrale per il Catalogo Unico: RMSV037647
- SNAC: w6389xht
- Système universitaire de documentation: 034969942
- Museum of New Zealand Te Papa Tongarewa: 43325
- Trove: 1179937
- Virtual International Authority File: 71508982
- WorldCat: E39PBJtmttpgFrYQBrwFFCdqQq